# Juni 2002
Portal Geschichte | Portal Biografien | Aktuelle Ereignisse | Jahreskalender | Tagesartikel

◄ |
20. Jahrhundert |
21. Jahrhundert

◄ |
1970er |
1980er |
1990er |
2000er
| 2010er | 2020er | 2030er | ►

◄ |
1998 |
1999 |
2000 |
2001 |
2002
| 2003 | 2004 | 2005 | 2006 | ►

◄ |
März 2002 |
April 2002 |
Mai 2002 |
Juni 2002 |
Juli 2002 |
August 2002 |
September 2002 |
►
Dieser Artikel behandelt tagesbezogene Nachrichten und Ereignisse im Juni 2002.

## Tagesgeschehen

### Samstag, 1. Juni 2002
- Neubrandenburg/Deutschland: Als Quelle des Nitrofen-Skanals wird eine Lagerhalle der ehemaligen Staatsreserve für Pflanzenschutzmittel der DDR ausgemacht.[1]

### Sonntag, 2. Juni 2002
- Mailand/Italien: Der Gesamtsieg bei der 85. Ausgabe des Rad-Etappenrennens Giro d’Italia geht an den Italiener Paolo Savoldelli. Es ist sein erster Gesamtsieg bei dieser Rundfahrt und der 60. eines Italieners.[2]

### Montag, 3. Juni 2002

Logo der RIAA

- Berlin/Deutschland: Nach Angaben des Staatssekretärs im Bundesministerium für Gesundheit Klaus Theo Schröder erwirtschaftete die Gesetzliche Krankenversicherung im ersten Quartal des laufenden Jahres ein geschätztes Defizit von 630 Millionen Euro.[3]
- Washington, D.C./Vereinigte Staaten: Die Musiktauschbörse Napster beantragt Gläubigerschutz, um eine Klage führender Tonträgerunternehmen zu verhindern. Die Recording Industry Association of America (deutsch Verband der Tonaufnahmenindustrie in Amerika) verklagte Napster bereits mehrfach. Der Konzern Bertelsmann übernahm Napster im Mai und verkündete, die Schulden der Tauschbörse in Höhe von acht Millionen US-Dollar zu begleichen.[4][5]
- Düsseldorf/Deutschland: Die Flughafenbrücke, welche die Bundesautobahn 44 über den Rhein führt, wird für den Verkehr freigegeben.
- London/Vereinigtes Königreich: Im Garten des Buckingham Palace findet zum goldenen Thronjubiläum von Elisabeth II. ein großes Open-Air-Konzert mit internationalen Stars statt.

### Dienstag, 4. Juni 2002

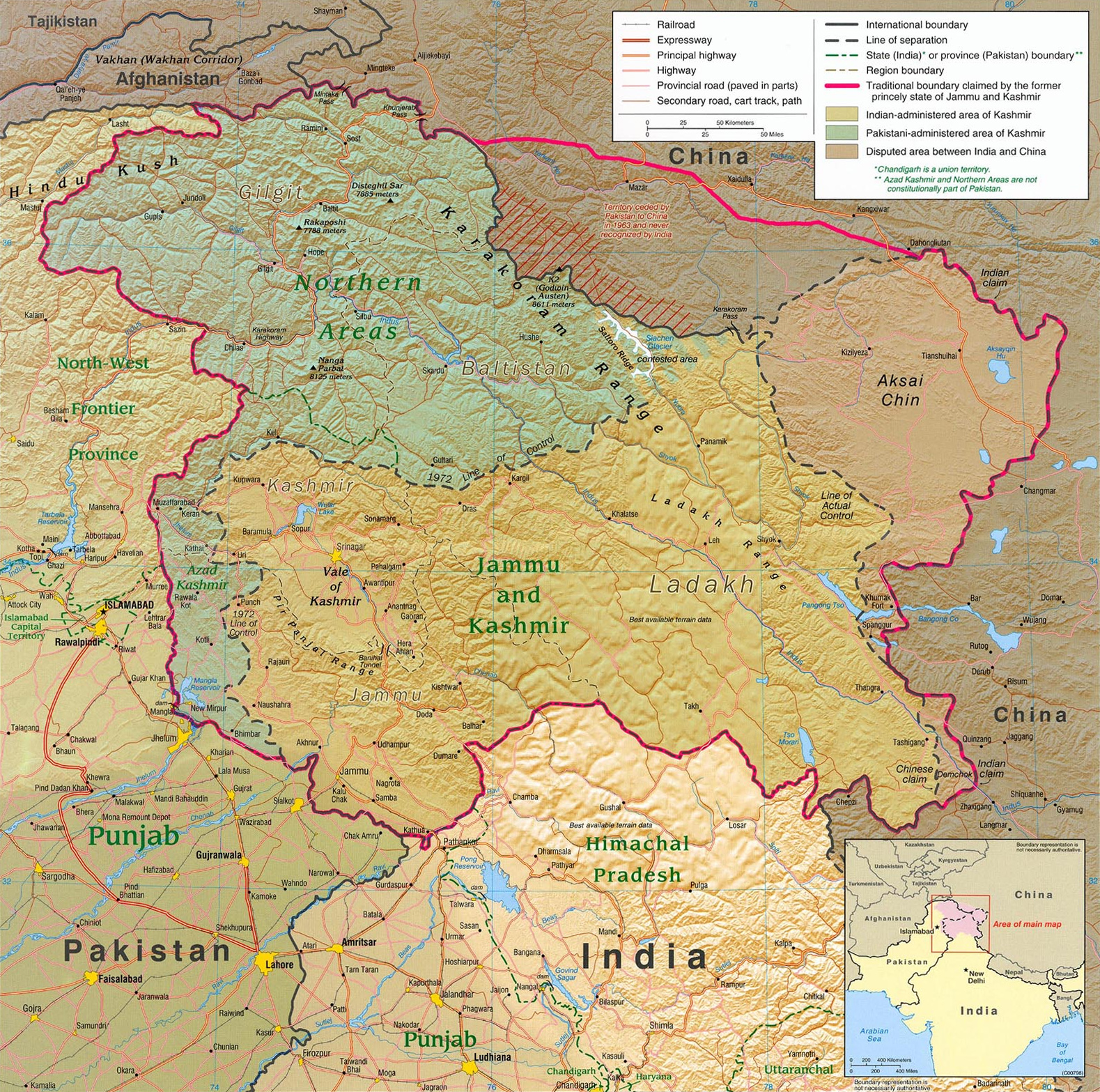
Kaschmir

- Almaty/Kasachstan: Auf dem Asiengipfel signalisieren Indien und Pakistan im Gespräch mit dem russischen Präsidenten Wladimir Putin ihre Bereitschaft zur Suche nach einer friedlichen Lösung im Konflikt um die Region Kaschmir, die von Indien und Pakistan beansprucht wird.[6]
- Tokio/Japan: Das Parlament beschließt, dass die japanische Regierung die Klimarahmenkonvention der Vereinten Nationen aus dem Jahr 1997, auch genannt „Kyōto-Protokoll“, ratifiziert.[7]

### Mittwoch, 5. Juni 2002
- Nordbezirk/Israel: Bei einem Selbstmordattentat der Terrororganisation Islamischer Dschihad auf einen Linienbus sterben 17 Menschen. Mindestens 40 weitere Personen werden verletzt.[8]
- Sulzbach-Rosenberg/Deutschland: Die seit den 1980er Jahren andauernden Bemühungen, das bayerische Stahlwerk Maxhütte zu retten, scheitern. Von der Schließung sind 750 Stahlarbeiter betroffen.[9]

### Donnerstag, 6. Juni 2002
- Groß Reken/Deutschland: Der Cold-Case-Fall um die 1982 ermordete Karen Oehme wird mittels einer DNA-Sequenzierung gelöst. Als Täter wird der Gelsenkirchener Ulrich M. identifiziert, welcher schon mehrfach Vorbestraft war.[10]

### Freitag, 7. Juni 2002
- Cottbus/Deutschland: Die Cargolifter AG meldet am Amtsgericht Insolvenz an. Ihr Geschäftsziel bestand darin, ein Luftschiff zum Transport von Lasten zu entwickeln.[11]
- Deutschland: Nach dem Aufruf zur Arbeitsniederlegung der IG BAU beteiligen sich 40.000 Bauarbeiter an Warnstreiks.[12]
- Bayern/Deutschland: Im Voralpenraum kommt es zu Unwettern mit starken Regenfällen. In den Landkreisen Augsburg, Unterallgäu und Günzburg musste der Katastrophenfall ausgerufen werden.[13]

### Samstag, 8. Juni 2002
- Memphis/Vereinigte Staaten: Der britische Boxer Lennox Lewis verteidigt in der Arena Pyramid die Weltmeistertitel der Verbände WBC und IBF im Schwergewicht gegen den Amerikaner Mike Tyson durch K. o. in der achten Runde.[14]
- Kassel/Deutschland: Die Documenta11 wird eröffnet.
- Denver/Vereinigte Staaten: Eine Parkrangerin verursacht durch Unachtsamkeit beim Verbrennen eines Briefes den bislang größten Waldbrand im Bundesstaat Colorado. Das sogenannte Hayman-Feuer zerstörte bis zum 2. Juli insgesamt 55.000 Hektar Wald und 133 Gebäude.[15]

### Sonntag, 9. Juni 2002
- Paris/Frankreich: Die erste Runde der Parlamentswahl deutet auf ein Fortbestehen der Regierung unter Premierminister Jean-Pierre Raffarin von der konservativen Sammlungsbewegung für die Republik (RPR) hin. Die RPR tritt als Teil der Union für die Mehrheit des Präsidenten an und diese erhält 33,3 % der Stimmen, über 9 % mehr als ihre stärkste Konkurrentin, die Sozialistische Partei.[16]
- Xi’an/Volksrepublik China: Schwere Überflutungen treffen Teile von Westchina und fordern mehr als 300 Menschenleben. Eine Eisenbahnbrücke über den Fluss Bahe bei Xi’an wird von der Flut weggerissen.[17][18]

### Montag, 10. Juni 2002
- Masvingo/Simbabwe: Bei einem Busunglück in der Nähe von Masvingo kommen 37 Menschen ums Leben. Der Bus, welcher Studenten des Masivingo Teachers College beförderte, kollidierte auf der Hauptstraße von Harare nach Masvingo frontal in einen entgegenkommenden Lastkraftwagen. Der mit über 100 Menschen besetzte Bus sowie der Lastwagen fingen zusätzlich Feuer.[19]

### Dienstag, 11. Juni 2002
- Herzlia/Israel: Bei einem Selbstmordattentat der Al-Aqsa-Märtyrerbrigaden auf ein Restaurant stirbt neben dem Attentäter auch ein Kind. 17 weitere Personen werden verletzt.[20]
- Karlsruhe/Deutschland: Das Landgericht Karlsruhe verurteilte einen 47-jährigen Mann, welcher in der Kerntechnischen Entsorgung Karlsruhe ein Röhrchen mit Plutonium sowie mehrere kontaminierte Putzlappen entwendete, zu vier Jahren Haft.[21]
- Muskegbukta/Antarktis: Das deutsche Forschungsschiff Magdalena Oldendorff, welches die 20. indische Antarktisexpedition begleitet, wird vom Packeis eingeschlossen. Die Forscher werden in den folgenden Wochen von der S. A. Agulhas vom eingeschlossenen Schiff gerettet. Die Magdalena Oldendorff kommt erst im Dezember 2002 aus dem Packeis frei.[22]

### Mittwoch, 12. Juni 2002
- Berlin/Deutschland: Das Oberverwaltungsgericht Berlin hebt das Urteil des Verwaltungsgerichts Berlin in der Sache der CDU-Spendenaffäre auf. Dieses hatte die von der Bundestagsverwaltung unter Wolfgang Thierse verhängte Zurückzahlung von Zuschüssen in einer Höhe von 21 Millionen Euro zunächst gekippt. Mit dem Verkünden des Urteils des Oberverwaltungsgerichts wurde die Strafe wieder aktiviert.[23]

### Donnerstag, 13. Juni 2002
- Kabul/Afghanistan: Hamid Karzai wird mit großer Mehrheit in der Loja Dschirga zum Präsidenten von Afghanistan gewählt.[24]

### Freitag, 14. Juni 2002
- Berlin/Deutschland: Der Deutsche Filmpreis in Gold wird an das Werk Nirgendwo in Afrika der deutschen Regisseurin Caroline Link verliehen.[25]
- Tschechien: Die Abgeordnetenhauswahl in Tschechien wird am 14. und 15. Juni abgehalten.

### Samstag, 15. Juni 2002
- Okcheon/Südkorea: Ein Reisebus kollidierte auf einer Autobahn mit einem Tanklaster. Bei dem Unfall sterben 13 Menschen, 20 weitere werden verletzt. Unter den Reisegästen sollen sich auch WM-Touristen befunden haben.[26]

### Sonntag, 16. Juni 2002

Frankreich: Komfortable Mehrheit für die Konservativen

- Paris/Frankreich: In der zweiten Runde der Parlamentswahl bestätigt sich der Erfolg des Wahlbündnisses Union für die Mehrheit des Präsidenten (UMP), auch bekannt als „Vereinigte Rechte“. In der UMP schlossen sich verschiedene konservative Parteien zusammen, die die Politik des Staatspräsidenten Jacques Chirac (RPR) unterstützen. Der UMP stehen 62 % der Parlamentssitze zu, dahinter liegt die Sozialistische Partei mit 24,3 % der Sitze.[27]
- Vatikanstadt/Petersplatz: Papst Johannes Paul II. spricht den Kapuzinermönch und Ordenspriester Pio von Pietrelcina heilig.

### Montag, 17. Juni 2002
- Biel/Schweiz: Alex Zülle gewinnt zum ersten Mal, und als 16. Schweizer, die Rad-Rundfahrt Tour de Suisse.[28]
- Schwerin/Deutschland: Am Landgericht Schwerin enden die letzten Prozesse um die ausländerfeindlichen Ausschreitungen in Rostock-Lichtenhagen mit Bewährungsstrafen für die Beschuldigten.[29]

### Dienstag, 18. Juni 2002
- Jerusalem/Israel: Ein Selbstmordattentäter der Hamas verübt einen Terroranschlag auf einen Linienbus. Bei dem Anschlag sterben 19 Menschen sowie der Attentäter.[30]

### Mittwoch, 19. Juni 2002
- Northam/Australien: Der Flugpionier Steve Fossett startet mit seinem Ballon Spirit of Freedom zur ersten Solo-Umrundung der Erde mit einem Ballon.[31]

### Donnerstag, 20. Juni 2002
- Washington, D.C./Vereinigte Staaten: Der Oberste Gerichtshof der Vereinigten Staaten entschied im Fall Atkins v. Virginia, dass die Hinrichtung von geistig Behinderten dem 8. Zusatzartikel widerspricht.
- Schipkau/Deutschland: Der Betreiber der Rennstrecke Lausitzring muss Insolvenz anmelden.

### Samstag, 22. Juni 2002
- /Iran: In den iranischen Provinzen Qazvin und Hamadan  richtet ein Erdbeben mit einer Magnitude von 6,5 MW große Schäden an.[32]

### Montag, 24. Juni 2002
- Dodoma/Tansania: Ein „entlaufener“ Personenzug verursacht den Eisenbahnunfall von Igandu, bei dem 281 Menschen sterben.

### Dienstag, 25. Juni 2002
- Hamburg/Deutschland: Im Containerterminal Altenwerder am Köhlbrand, der Hafenanlage mit dem weltweit höchsten Automatisierungsgrad, wird zum ersten Mal ein Schiff abgefertigt. Erst zwei Jahre zuvor setzten die Tiefbauarbeiten für den Terminal ein.[33]

### Mittwoch, 26. Juni 2002
- Kananaskis/Kanada: Die Staatschefs der Gruppe der Acht und der Präsident der Europäischen Kommission treffen sich in der Stadt bei Calgary zum 28. Weltwirtschaftsgipfel.[34]
- Potsdam/Deutschland: Der Landtag Brandenburg wählt mit 54 von 82 Stimmen Matthias Platzeck (SPD) zum neuen Ministerpräsidenten des Lands Brandenburg in Nachfolge von dessen Parteikollegen Manfred Stolpe.[35]
- Tokio/Japan: Tomomitsu Niimi wird aufgrund der Verbrechensserie der AUM-Sekte zum Tode verurteilt.

### Donnerstag, 27. Juni 2002
- Bonn/Deutschland: Der Schürmann-Bau wird offiziell an die Deutsche Welle übergeben.

### Samstag, 29. Juni 2002
- Yeonpyeong/Südkorea: Bei einem Seegefecht zwischen der Marine der Koreanischen Volksarmee und der südkoreanischen Marine werden auf südkoreanischer Seite ein Schnellboot versenkt und vier Soldaten getötet. Über die Verluste auf nordkoreanischer Seite wird nichts bekannt gegeben.[36]
- Aschbach-Markt/Österreich: Auf dem Passagierschiff MS Passau werden die als Danube Seven bezeichneten Frauen vom Bischof Rómulo Antonio Braschi und Rafael Ferdinand Regelsberger zu Priesterinnen geweiht. Die katholische Kirche verhängt in Folge der Weihe die Exkommunikation über die Frauen.

### Sonntag, 30. Juni 2002

Logo der 17. Fußball-Weltmeisterschaft

- La Paz/Bolivien: Bei der Präsidentschafts- und Parlamentswahl erreicht keiner der angetretenen Präsidentschaftskandidaten die absolute Mehrheit. Eine Stichwahl ist nicht vorgesehen und das Parlament wird den künftigen Präsidenten auswählen. Der aussichtsreichste Kandidat ist Gonzalo Sánchez de Lozada von der Revolutionären Nationalistischen Bewegung, welche die meisten Stimmen erhielt.[37]
- Yokohama/Japan: Brasilien gewinnt durch ein 2:0 gegen Deutschland die Fußball-Weltmeisterschaft 2002 in Japan und Südkorea. Beide Tore erzielt Ronaldo.[38]

## Weblinks

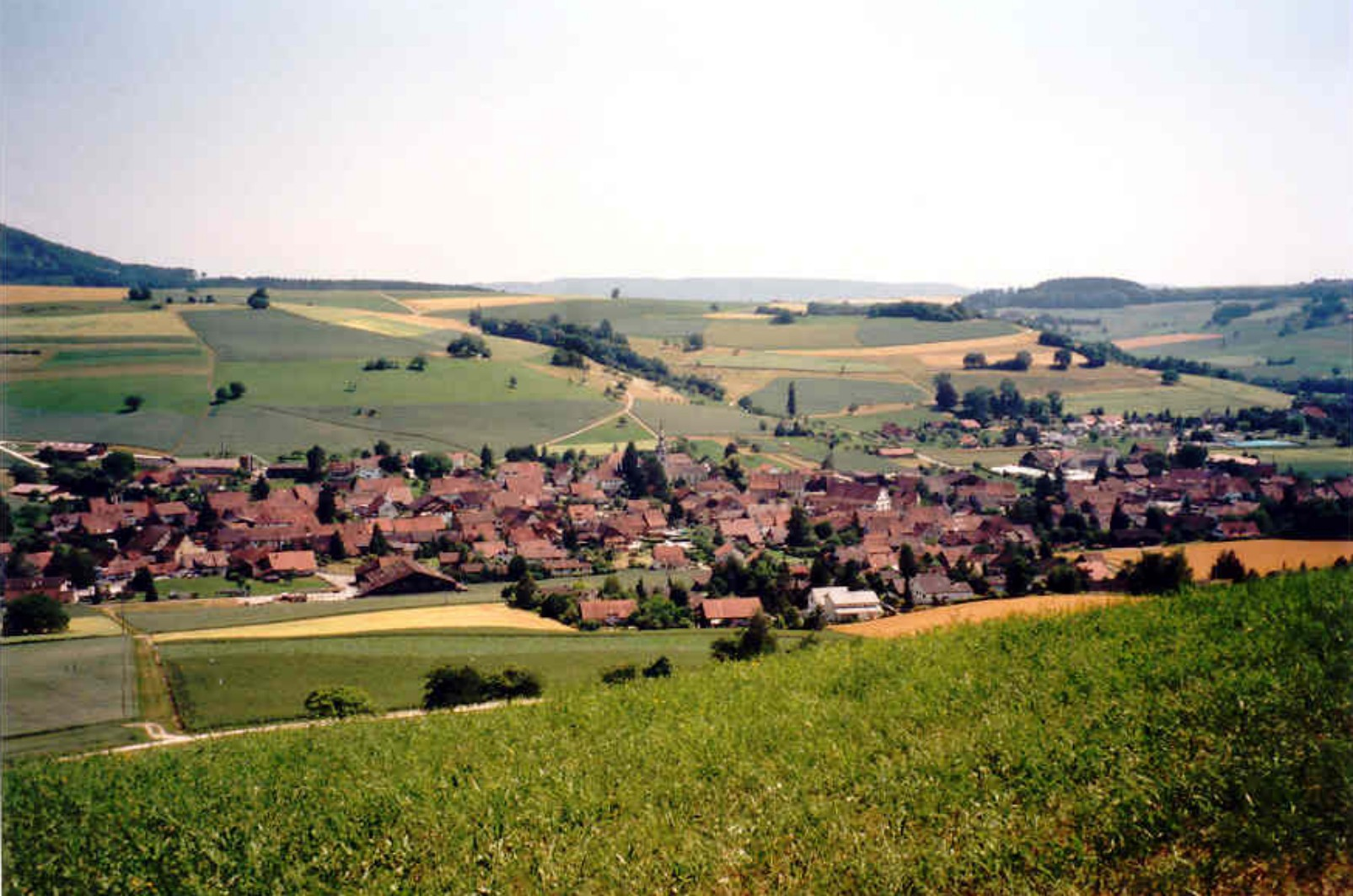
Kanton Schaffhausen im Juni 2002